# Sulechów
Sulechów (Duits: Züllichau) is een stad in het Poolse Woiwodschap Lubusz, gelegen in de district Zielona Góra. De oppervlakte bedraagt 6,88 km², het inwonertal 16 925 (2019).
De oudste schriftelijke vermelding van het stadje stamt uit 1319. Van 1482 tot juli 1945 behoorde de stad Züllichau tot Brandenburg. Prins Bernhard bezocht hier in zijn jeugd de kostschool. In 1945 werd Oost-Brandenburg door de Geallieerden toegewezen aan Polen, waarna de Duitse bevolking werd verdreven.

## Geboren
- Rüdiger von der Goltz (1865-1946), Duits generaal
- Klaus-Dieter Ludwig (1943), sporter
- Olga Tokarczuk (1962), schrijver en  winnaar Nobelprijs voor Literatuur 2018
- Tomasz Kędziora (1994), voetballer
- Tymoteusz Puchacz (1999), voetballer